# Mlaka (Jasenovac)
Mlaka falu Horvátországban Sziszek-Monoszló megyében. Közigazgatásilag Jasenovachoz tartozik.

## Fekvése
Sziszektől légvonalban 58, közúton 82 km-re délkeletre, községközpontjától légvonalban 9, közúton 12 km-re délkeletre, a Száva bal partján, a Lónyamező természetvédelmi park területén fekszik. Egyetlen főutcából áll, melynek vonalvezetése a folyó vonalát követi. Valamennyi ház a folyóval átellenes oldalon áll.

## Története
A település a török kiűzése után a 17. század végén keletkezett, amikor nagyrészt Bosznia területéről érkezett pravoszláv szerbekkel telepítették be. Lakói mezőgazdasággal, állattartással, halászattal foglalkoztak. A katonai határőrvidék kialakítása után a Gradiskai ezredhez tartozott. A falu 1774-ben az első katonai felmérés térképén „Dorf Mlaka” néven szerepel. Nagy Lajos 1829-ben kiadott művében ugyancsak „Mlaka” néven 55 házzal és 284 lakossal találjuk, csaknem valamennyien (5 kivételével) ortodox vallásúak.
A településnek 1857-ben 955, 1910-ben 1176 lakosa volt. Pozsega vármegye Novszkai járásának része volt. 1918-ban az új szerb-horvát-szlovén állam, majd később Jugoszlávia része lett. Nehéz időszakot élt át a lakossága a II. világháború alatt. 1941-ben a németbarát Független Horvát Állam része lett. Szerb lakosságát az usztasák elhurcolták. Határában gyűjtőtábort létesítettek. 1941-42-ben főként nőket és gyermekeket tartottak itt fogva az usztasa hatóságok és mezőgazdasági munkát végeztettek velük. Amikor ezzel végeztek meggyilkolták őket. A háború után öt tömegsírt találtak a falu határában, de sok holttest a kutakból került elő. 1942 áprilisában a megmaradt lakosságot a jasenovaci és a stara gradiškai haláltáborokba hajtották. A két haláltáborban összesen 742 mlakai lakos vesztette életét. Innen a megmaradt férfiakat Zimonyba és Németországba, a nőket szlavóniai mezőgazdasági területekre hurcolták.
A túlélők 1967-ben két emlékművet emeltek a településen a fasiszta terror, illetve a felszabadító harcokban elesettek emlékére. 1991-ben a háború előtt csaknem teljes lakossága (85%) szerb nemzetiségű volt. A délszláv háború idején 1991-ben elfoglalták a szerb csapatok és csekély horvát lakosságnak menekülnie kellett. 1995. május 1-jén a Villám hadművelettel foglalták vissza a horvát csapatok. A szerb lakosság nagy része elmenekült. A településnek 2011-ben mindössze 58 lakosa volt.

## Népesség
| Lakosság változása | Lakosság változása | Lakosság változása | Lakosság változása | Lakosság változása | Lakosság változása | Lakosság változása | Lakosság változása | Lakosság változása | Lakosság változása | Lakosság változása | Lakosság változása | Lakosság változása | Lakosság változása | Lakosság változása | Lakosság változása |
| ------------------ | ------------------ | ------------------ | ------------------ | ------------------ | ------------------ | ------------------ | ------------------ | ------------------ | ------------------ | ------------------ | ------------------ | ------------------ | ------------------ | ------------------ | ------------------ |
| 1857               | 1869               | 1880               | 1890               | 1900               | 1910               | 1921               | 1931               | 1948               | 1953               | 1961               | 1971               | 1981               | 1991               | 2001               | 2011               |
| 955                | 1.046              | 1.038              | 1.178              | 1.059              | 1.176              | 943                | 1.106              | 231                | 307                | 526                | 425                | 361                | 358                | 30                 | 58                 |

## Nevezetességei
- Szent Illés próféta tiszteletére szentelt pravoszláv kápolnája.
- A fasiszta terror áldozatainak és a nemzeti felszabadító háború hőseinek emlékműve, Petar Vovk alkotása
- A falu határa az 500 négyzetkilométeres területű Lónyamező természetvédelmi terület része. A Lónyamező nemzetközi jelentőségű védett menedékhelye és költőhelye a mocsári madárvilágnak, de rajtuk kívül még számos állatfaj élőhelye.